# Храм Махадевы (Гоа)
Храм Махадевы (англ. Mahadev Temple) — индуистский храм, посвящённый богу Шиве. Самый древний из сохранившихся храмов штата Гоа. Основан в XIII веке Хемадри Пандитом — премьер-министром царя Рамачандры (1271—1309) из династии Ядавов. Расположен в 65 километрах от Панаджи, в северо-восточной части национального парка «Моллем», недалеко от деревни Тамбди-Сурла.

## Описание
Храм построен из базальта и является единственным сохранившимся в Гоа образцом каменной архитектуры Кадамба-Ядава. Благодаря труднодоступному положению, храм смог пережить мусульманские вторжения и насаждение христианства португальцами.
В святилище (гарбхагриха) храма установлен для поклонения лингам Шивы. Свод главного зала поддерживается четырьмя колоннами, разукрашенными узорами, среди которых встречаются изображения слонов, топчущих лошадей (символ династии Кадамба). Посреди главного зала стоит маленькая безголовая статуя быка Нанди (ваханы Шивы). Потолок храма украшен скульптурными изображениями цветов лотоса, а стены — рельефными изображениями Шивы, Вишну и Брахмы со своими супругами. Ежегодно в храме с большим размахом отмечается праздник Махашиваратри.